# Tanami Road

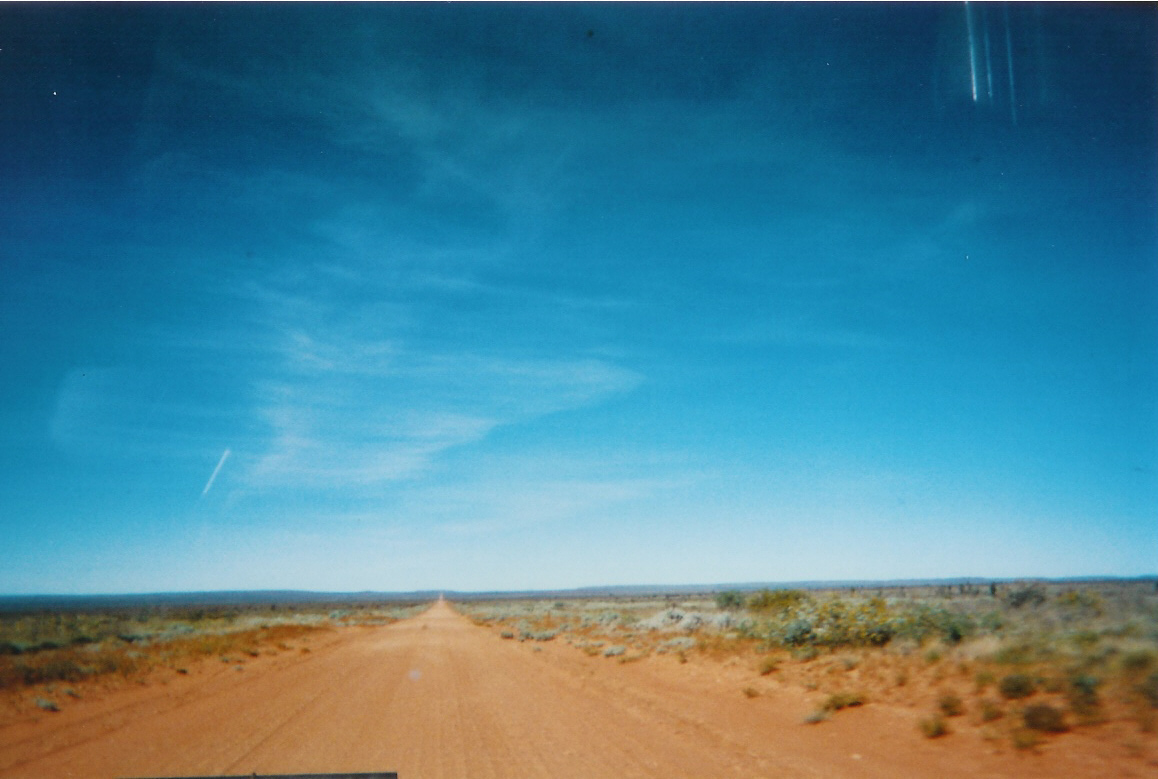
Tanami Road (2004)

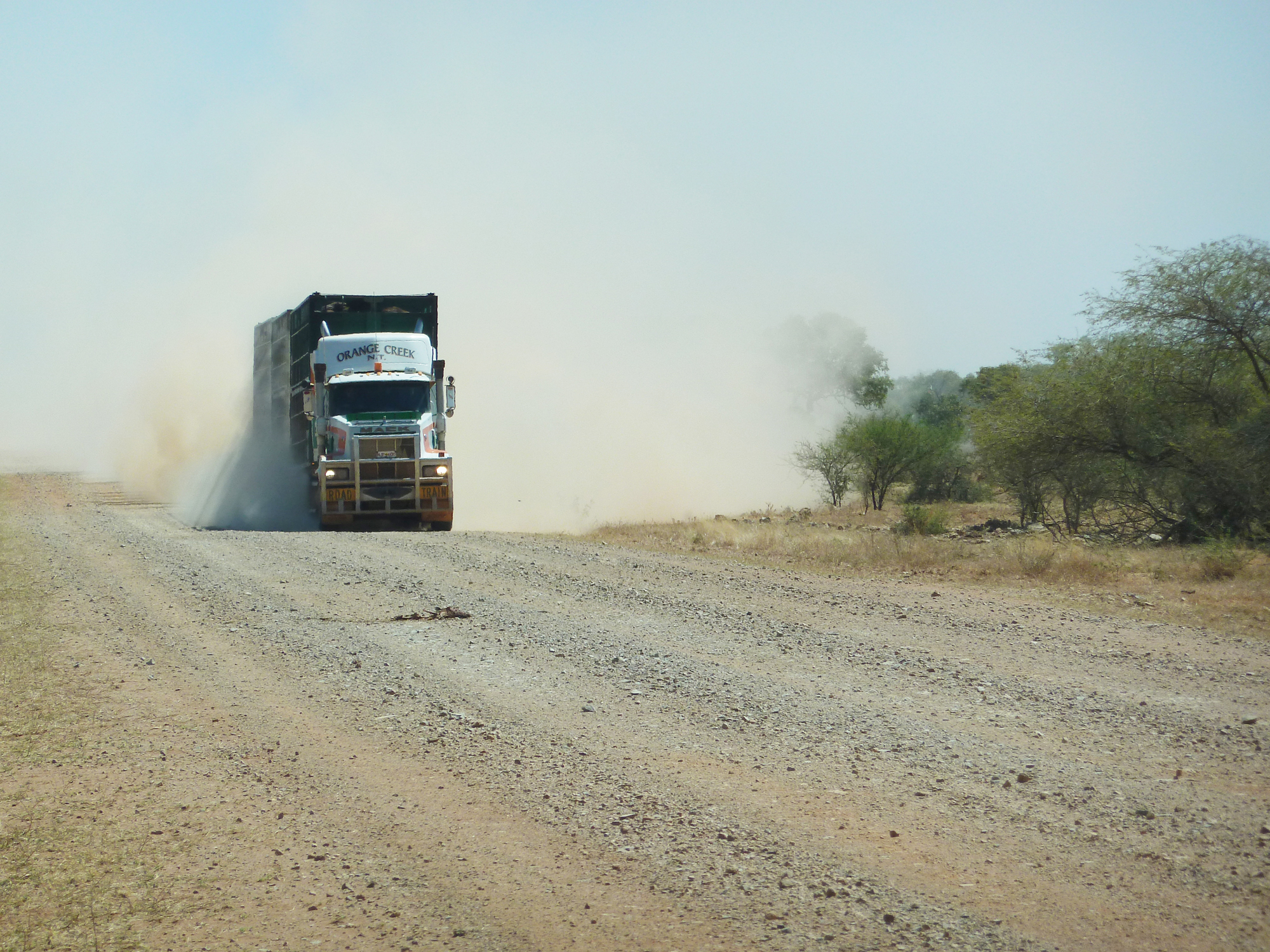
Road train auf der Tanami Road (2011)

Die Tanami Road, auch Tanami Track oder McGuire Track, ist eine Fernstraße im australischen Northern Territory und dem nördlichen Western Australia. Sie verbindet den Stuart Highway bei Bond Springs nördlich von Alice Springs mit dem Great Northern Highway südwestlich von Halls Creek.

## Verlauf

### Northern Territory
Bei Bond Springs zweigt die Tanami Road vom Stuart Highway (N87) nach Westen ab. Sie verläuft zunächst nach West-Nordwesten entlang des Nordrandes der westlichen MacDonnell Ranges und durchquert dann die Tanamiwüste, von der sie auch ihren Namen erhielt, Richtung Nordwesten. Am Mount Tanami, 80 km vor Erreichen der Grenze nach Western Australia, biegt die Piste nach Westen ab.
Im Northern Territory führt die Strecke teilweise durch Land, das heutzutage dem Aborigines-Stamm der Warlpiri gehört. Eine Durchfahrtsgenehmigung ("Permit") wird aber nicht benötigt. Einzige Unterbrechungen auf der ansonsten eintönigen Strecke bieten die Tankstellen am Tilmouth Roadhouse und in Yuendumu.

### Western Australia
Nach Überschreiten der Grenze führt die Tanami Road nördlich der Lewis Range weitere 158 km nach Westen und biegt dann nördlich des Salzsees Lake Gregory nach Norden ab.
An dieser Stelle, bei Billiluna, trifft die Straße auf die Canning Stock Route, eine der bekanntesten und härtesten Outbackpisten, und begleitet diese bis zu ihrem Endpunkt. Etwa 120 km vor seinem Ende in der Kimberleyregion passiert die Tanami Road den östlich der Straße gelegenen Wolfe Creek Meteorite Crater im gleichnamigen Nationalpark. 16 km südwestlich von Halls Creek trifft sie auf den Great Northern Highway (N1).
Der höchste Punkt im Verlauf des Highways liegt auf 740 m, der niedrigste auf 302 m.

## Bedeutung
Die Tanami Road ist mit 1.014 km die kürzeste Verbindung zwischen Alice Springs im Zentrum Australiens und der Kimberleyregion.
Früher wurden auf diesem Track Rinder von der Region um die MacDonnell Ranges in Zentralaustralien nach Halls Creek in der Kimberleyregion getrieben. Heutzutage wird die Straße hauptsächlich von den Versorgungstransportern (Road Trains) der Minengesellschaft Newmont Mining benutzt. Diese betreibt das The Granites Bergwerk, etwa 550 km nordwestlich von Alice Springs.

## Straßenzustand und Tankstellen
Die ersten 160 km vom Abzweig vom Stuart Highway bis fast zum Tilmouth Well Roadhouse sind asphaltiert und zweispurig ausgebaut, dann geht die Straße in eine Schotterpiste über.
Tankstellen befinden sich am Tilmouth Well Roadhouse (km 166) und in Yuendumu (km 268) im Northern Territory, sowie in Billiluna (km 860) in Western Australia.